# پوبلیوس کورنلیوس روفینوس
پوبلیوس کورنلیوس روفینوس دولتمرد و ژنرال در قرن سوم پیش از میلاد در جمهوری روم بود.
اغلب تصور می‌شود که او پسر پوبلیوس کورنلیوس روفینوس، دیکتاتور روم (با معنای فعلی دیکتاتور اشتباه نشود) در سال 334 قبل از میلاد است اما این غیرممکن می‌نماید چرا که فاستی کاپیتولینی می گویند که پدرش به حتم گنائوس کورنلیوس روفینوس و پدربزرگش پوبلیوس کورنلیوس روفینوس بوده است.
روفینوس دوبار به سِمَت کنسول و بعد‌ها در سالی نامشخص یک بار به سمت دیکتاتور انتخاب شد. در اولین دوره‌ی کنسولی به همراه کنسول دیگر، مانیوس کوریوس دناتوس، به جنگ‌های سامنیت در سال ۲۲۷ پیش از میلاد پایان بخشید.در انتخابات سال ۲۷۷ پیش از میلاد، گایوس فابریسیوس لوسینوس، کنسول سال پیشین با وجود رابطه‌ی خصمانه به او رأی داد چرا که او را تنها نامزد درخور با نبوغ نظامی می‌دید. زمانی که مردم از او پرسش گرفتند که چرا به آنکه مخالفش بودی رأی دادی پاسخ داد: «غارت شدن به دست هموطن خویش را خوش‌تر دارم تا فروخته شدن به دست دشمن [به عنوان اسیر و برده].»  
او به سبب آسیب پذیری دشمن، در دومین کنسولگری خود در سال 277 قبل از میلاد با بهره‌گیری از فرصت، باری دیگر خود را برای جنگ مهیا نمود وشهرهای کروتون و لوکری را تصرف کرد. با وجود این نام و اعتبارش به دلیل بخل و ستمکاره‌گی بسیار خدشه‌دار گردید. دو سال بعد، روفینوس توسط فابریسیوس، که در آن زمان سنسور شده بود، پس از آنکه مشخص شد او بیش از ده لیبرا (واحد وزن در روم باستان) سینی نقره در اختیار دارد از سنا مطرود گردید.

او همچنین از نیاکان دیکتاتور معروف روم، لوسیوس کورنلیوس سولا است.